# Діліп Кумар
Діліп Кумар (гінді दिलीप कुमार, англ. Dilip Kumar; справжнє ім'я — Мухаммад Юсуф Хан, урду محمد یوسف خان, англ. Muhammad Yusuf Khan; 11 грудня 1922, Пешавар, Британська Індія — 7 липня 2021, Мумбаї) — індійський актор, продюсер і політик. За понад п'ятдесят років кар'єри знявся у 59 фільмах і з'явився в ролі запрошеної зірки ще в 4 кінострічках. Нагороджений вищими цивільними нагородами Індії Падма Бхушан (1991) і Падма Вібхушан (2015), найвищою нагородою в галузі кіно — Премією імені Дадасахеба Фальке (1994). Обраний до Радж'я Сабха (верхньої палати парламенту Індії), членом якої був з 2000 по 2006 рік. Він перший актор, який здобув Filmfare Award за найкращу чоловічу роль у 1954 році, і досі нарівні з Шахрух Ханом утримує рекорд у 8 нагород, отриманих у цій номінації. Критики проголосили його найбільшим актором в історії Болівуду.

## Біографія
Народився 11 грудня 1922 року у Пешаварі, Британська Індія (сучасний Пакистан).
Після розділу Індії сім'я Діліпа Кумара переїхала в Пуну і почала займатися поставками сухофруктів. На Діліпа звернула увагу відома актриса тих років, Девіка Рані, яка була дружиною відомого режисера й засновника бомбейської радіостанції. Діліп Кумар зіграв свою першу роль у фільмі «Морський приплив» («Jwar Bhata»), але фільм не мав успіху в публіки. Слава прийшла до Діліпа після зйомок у кінокартині «Jugnu». У наступному фільмі «Репутація» («Andaz»), Діліп Кумар знімався з Радж Капуром, і у фільму був величезний касовий успіх. Діліп Кумар зіграв багато ролей у фільмах трагічного жанру, таких як «Прозріння», «Девдас» і «Мадхуматі». З тих пір у Болівуді він відомий як «Король трагедії». Після цілого ряду успішних фільмів, як «Рам і Шіам», «Гаряче серце», «Всемогутній», «Шакті», «Карма» і «Торговець», Діліп Кумар в 2002 році закінчив зніматися в кіно.
Діліп Кумар одружився з актрисою і королевою краси Сайрою Бану в 1966 році, коли йому було 44 роки, а їй було лише 22.
Діліп Кумар відігравав активну роль в об'єднанні людей в Індії і Пакистані. Був членом Радж'я Сабха у 2000—2006 роках. Діліп Кумар нагороджений урядом Пакистану за зусилля щодо подолання розриву між Індією і Пакистаном. Призначений шерифом Мумбаї в 2000 році.

## Фільмографія
| Рік  |   | Українська назва    | Оригінальна назва  | Роль                                    |
| ---- | - | ------------------- | ------------------ | --------------------------------------- |
| 1944 | ф | Морський приплив    | Jwar Bhata         | Джагдіш                                 |
| 1947 | ф |                     | Jugnu              | Сурадж                                  |
| 1947 | ф |                     | Milan              | Рамеш                                   |
| 1948 | ф | Шахід               | Shaheed            | Рам                                     |
| 1948 | ф | Ярмарок             | Mela               | Мохан                                   |
| 1949 | ф | Репутація           | Andaz              | Діліп                                   |
| 1950 | ф | Йогиня              | Jogan              | Віджай                                  |
| 1950 | ф | Вітчий дім          | Babul              | Ашок                                    |
| 1951 | ф | Прозріння           | Deedar             | Ш'яму                                   |
| 1951 | ф | Переполох           | Hulchul            | Кішор                                   |
| 1951 | ф | Тарана              | Tarana             | Доктор Мотілал                          |
| 1952 | ф | Безсердечний        | Sangdil            | Шанкар                                  |
| 1952 | ф | Клеймо ганьби       | Daag               | Шанкар                                  |
| 1953 | ф | Гордість            | Aan                | Джай Тилак                              |
| 1953 | ф | Тропа               | Foot Path          | Ношу Шарма                              |
| 1954 | ф | Амар                | Amar               | адвокат Амар Натх                       |
| 1955 | ф | Девдас              | Devdas             | Девдас                                  |
| 1955 | ф |                     | Insaniyat          | Мангал                                  |
| 1955 | ф | Азад                | Azaad              | Азад / Абдул Рахим Хан / Кумар          |
| 1957 | ф |                     | Musafir            | Мангал                                  |
| 1957 | ф | Новий вік           | Naya Daur          | Шанкар                                  |
| 1958 | ф | Єврейка             | Yahudi             | син імператора Маркус                   |
| 1958 | ф | Мадхуматі           | Madhumati          | Ананд / Девен                           |
| 1959 | ф | Призив              | Paigham            | Ратан Лал                               |
| 1960 | ф | Великий могол       | Mughal-E-Azam      | принц Салім                             |
| 1960 | ф | Кохінур             | Kohinoor           | принц Девендра                          |
| 1961 | ф | Ганга і Джамна      | Gunga Jumna        | Ганга                                   |
| 1964 | ф | Змова               | Leader             | Віджай                                  |
| 1966 | ф |                     | Dil Diya Dard Liya | Шанкар                                  |
| 1967 | ф | Рам і Шіам          | Ram Aur Shyam      | Рам, Шіам                               |
| 1968 | ф | Революція           | Sunghursh          | Кундар Прасад / Бажрангі                |
| 1968 | ф | Чоловік             | Aadmi              | Раджеш                                  |
| 1972 | ф | Історія кохання     | Dastaan            | Диван Аніл Кумар, суддя Вішну Сахай     |
| 1973 | ф | Гопі                | Gopi               | Гопірам «Гопі»                          |
| 1974 | ф | Сагіна Махато       | Sagina             | Сагіна Махато                           |
| 1976 | ф | Долі не уникнути    | Bairaag            | Кайлаш, його сини Бхоленатх та Санджай  |
| 1981 | ф | Гаряче серце        | Kranti             | Санга / Кранті                          |
| 1982 | ф | Шакті               | Shakti             | інспектор Ашвіні Кумар                  |
| 1982 | ф | Всемогутній         | Vidhaata           | Шамшер Сінгх / Субрадж                  |
| 1983 | ф | Чорнороб            | Mazdoor            | Дінанатх                                |
| 1984 | ф | Факел               | Mashaal            | Вінод Кумар                             |
| 1984 | ф | Жорстокий світ      | Duniya             | Мохан Кумар                             |
| 1986 | ф | Карма               | Karma              | Вишванатх Пратап Сінгх                  |
| 1986 | ф | Захисник віри       | Dharm Adhikari     | Дхарамрадж                              |
| 1989 | ф | Помста ім'ям закону | Kanoon Apna Apna   | Джагат Пратап Сінгх                     |
| 1990 | ф | Шановний            | Izzatdaar          | Брахмдатт                               |
| 1991 | ф | Торговець           | Saudagar           | Віру Сінгх                              |
| 1998 | ф |                     | Qila               | Джагамнатх Сінгх, суддя Амаранатх Сінгх |

## Нагороди
- 1954 — Filmfare Award за найкращу чоловічу роль — «Клеймо ганьби»[5]
- 1956 — Filmfare Award за найкращу чоловічу роль — «Девдас»[6]
- 1957 — Filmfare Award за найкращу чоловічу роль — «Азад»[7]
- 1958 — Filmfare Award за найкращу чоловічу роль  — «Нове століття»[8]
- 1961 — Filmfare Award за найкращу чоловічу роль — «Кохінур»
- 1965 — Filmfare Award за найкращу чоловічу роль — «Змова»[9]
- 1968 — Filmfare Award за найкращу чоловічу роль — «Рам і Шіам»[10]
- 1983 — Filmfare Award за найкращу чоловічу роль — «Шакті»[11]
- 1991 — третя за висотою громадянська нагорода Індії Падма Бхушан[12]
- 1993 — Filmfare Award за довічні досягнення[13]
- 1994 — Премія імені Дадасахеба Фальке[14]
- 1997 — Громадянська державна нагорода Пакистану Нішан-і-Імтіаз[15]
- 1997 — Національна премія НТР (Андхра-Прадеш)
- 2004 — Apsara Film & Television Producers Guild Award за видатний внесок в індійський кінематограф[16]
- 2004 — IIFA Award за видатний внесок в індійський кінематограф[17]
- 2011 — Jeevan Lokmat Gaurav Award за довічні досягнення[18]
- 2015 — друга за висотою громадянська нагорода Індії Падма Вібхушан[19][20]